# 34e division d'infanterie (Empire allemand)
Pour les articles homonymes, voir 34e division d'infanterie.
La 34e division d'infanterie allemande est une unité de l'armée allemande créée sous l'Empire allemand, elle stationne en Sarre et en Lorraine annexée. Elle forme avec la 33e division d'infanterie le XVIe corps d'armée allemand. Au déclenchement de la Première Guerre mondiale, la 34e division d'infanterie participe à la bataille de Longwy et prend part à la poursuite des troupes françaises le long de la Meuse et à travers le massif de l'Argonne. Elle combat lors de la bataille de la Marne, puis après le repli de l'armée allemande, la division occupe un secteur du front dans le massif de l'Argonne jusqu'en août 1916.
En août 1916, la 34e division d'infanterie est engagée dans la bataille de Verdun. En 1917, elle combat durant la bataille des monts de Champagne, puis dans les Flandres lors de la bataille de Passchendaele. Elle participe ensuite comme division d'attaque à l'offensive Michael, puis à la bataille du Matz et à la seconde bataille de la Marne avant de prendre part aux combats défensifs de l'armée allemande durant l'été et l'automne 1918. À la fin de la guerre, la division est transférée en Allemagne où elle est dissoute au cours de l'année 1919.

## Historique de l'unité

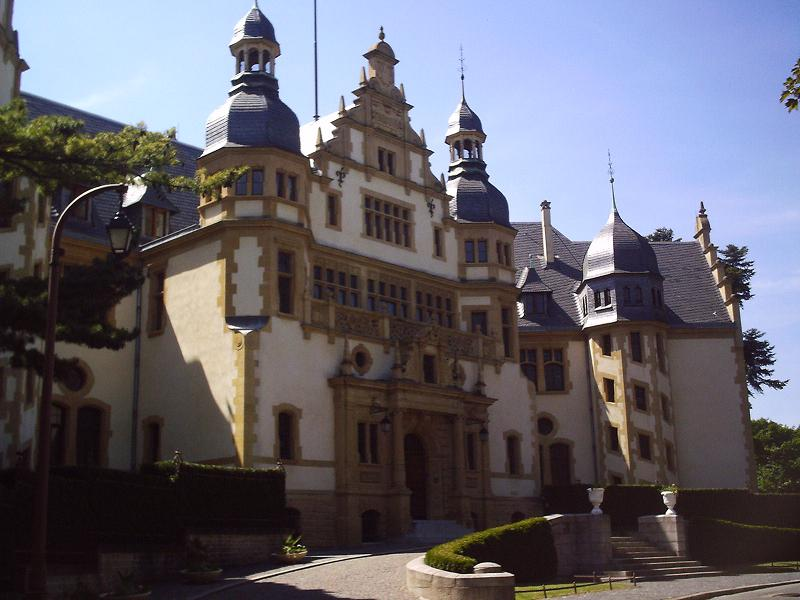
Le palais du Gouverneur de Metz, siège de l'état-major allemand

L'état major de la 34e division était basé à Metz, première place forte du Reich pendant l'annexion. La division appartenait au XVIe Armee-Korps. De nombreux mosellans servirent dans cette division.

## Composition
La division faisait partie du XVI. Armee-Korps.

### Avant guerre
- 68e brigade d'infanterie à Metz. 
  - 67e régiment d'infanterie à Metz.
  - 145e régiment d'infanterie à Metz.
- 86e brigade d'infanterie à Sarrelouis (Saarlouis). 
  - 30e régiment d'infanterie à Sarrelouis.
  - 173e régiment d'infanterie à Saint-Avold (St. Avold) et Metz.
- 34e brigade de cavalerie à Saint-Avold. 
  - 14e régiment d'uhlans (de) à St. Avold et Morhange (Mörchingen).
  - 12e régiment de chasseurs à cheval à Saint-Avold.
- 45e brigade de cavalerie à Sarrelouis.
  - 13e régiment de hussards à Thionville (Diedenhofen).
  - 13e régiment de chasseurs à cheval à Sarrelouis.
- 34. Feldartillerie-Brigade à Saint-Avold. 
  - 69e régiment d'artillerie de campagne Saint-Avold.
  - 70e régiment d'artillerie de campagne Metz (I. Abtl.) ; Sarrelouis (II.Abt./vorl. Bitsch-Truppenübungplatz).

### Mobilisation août 1914
- 68e brigade d'infanterie
  - 67e régiment d'infanterie
  - 145e régiment d'infanterie
- 86e brigade d'infanterie à Sarrelouis
  - 30e régiment d'infanterie
  - 173e régiment d'infanterie
  - 14e régiment d'uhlans
- 34. Feldartillerie-Brigade
  - 69e régiment d'artillerie de campagne
  - 70e régiment d'artillerie de campagne
  - 3. Kompanie/1. Lothringisches Pionier-Bataillon Nr. 16

### Formation en 1918
- 68e brigade d'infanterie
  - 30e régiment d'infanterie
  - 67e régiment d'infanterie
  - 145e régiment d'infanterie
  - MG-Scharfschützen-Abteilung Nr. 44
  - 5. Eskadron/12e régiment de chasseurs à cheval
- Artillerie-Kommandeur Nr. 34
  - 70e régiment d'artillerie de campagne
  - III. Bataillon / 6e régiment d'artillerie à pied
- Pionier-Bataillon Nr. 132
- Divisions-Nachrichten-Kommandeur Nr. 34

## Théâtre des opérations 1914-1918

### 1914 - 1915
- 31 juillet - 16 août : mission de couverture le long de la frontière avec la France.
- 16 - 27 août : la division est intégrée à la 5e armée et entre en France le 21 août 1914. Elle combat à bataille de Longwy, progression sur Audun-le-Roman et Nouillonpont.
- 28 août - 1er septembre : bataille des passages de la Meuse, la division franchit la Meuse à Sivry-sur-Meuse ; progression vers Beauzée-sur-Aire et Seraucourt.
- 2 - 3 septembre : combats à Varennes et à Montfaucon, la division poursuit les troupes en retraite de la 3e armée française.
- 4 - 12 septembre : à partir du 6 septembre, engagée dans la bataille de la Marne, (bataille de Revigny), combats dans les régions de Vaubecourt et Sommaisne ; à partir du 11 septembre, la division se replie au nord.
- 13 - 24 septembre : à partir du 17 septembre, la division se dirige vers le Sud pour prendre contact avec les troupes françaises qu'elle combat et repousse à Varennes.
- 25 septembre 1914 - 15 août 1916 : occupation et organisation d'un secteur du front dans le massif de l'Argonne.

janvier - février 1915 : combats très violents dans le secteur avec de fortes pertes.
juillet 1915 : attaques locales violentes durant ce mois avec de lourdes pertes. Après le mois de juillet, les pertes sont moins nombreuses.

### 1916
- 21 août - 29 octobre : retrait du front, la division est déplacée sur la rive droite de la Meuse, sur le front de Verdun.

21 août - 9 septembre : engagée dans la bataille de Verdun, combat près de l'ouvrage de Thiaumont, actions locales très violentes.
9 septembre - 28 octobre : combat de position sur le front de Verdun, la division subit l'attaque française du 24 octobre avec de fortes pertes, le fort de Douaumont et l'ouvrage de Thiaumont sont perdus.
- 29 octobre - 14 novembre : relève du front, repos ; réorganisation, le 173e régiment est transféré à la 223e division d'infanterie nouvellement créée[4].
- 14 novembre - 5 décembre : transport par V.F. dans le secteur des Vosges, occupation et organisation d'un secteur au sud-ouest de Senones.
- 6 décembre 1916 - 3 février : mise en réserve de l'OHL.

### 1917
- 4 février - 9 mars : transport par V.F. et occupation d'un secteur dans le massif de l'Argonne.
- 10 mars - 16 avril : mouvement au nord de Reims, repos et instruction.
- 16 avril - 28 mai : engagée dans la bataille des monts de Champagne, les 67e et 30e régiments sont employés à Brimont, du 18 au 20 avril, le 145e régiment renforce le secteur du Mont Cornillet. La division est ensuite entièrement employée dans le secteur de Brimont et relève la 43e division de réserve[4].
- 28 mai - 21 juillet : mi-juin extension du secteur de la Verrerie à Courcy.
- 21 juillet - 7 août : retrait du front, mouvement vers les Flandres.
- 7 - 24 août : engagée dans la bataille de Passchendaele, combat dans le secteur de Dadizele, pertes très lourdes dans le secteur de la route reliant Ypres à Menin.
- 24 août - 31 octobre : retrait du front, mouvement par V.F. vers Verdun, puis occupation d'un secteur au sud-est de Thiaucourt à proximité de Flirey.
- 1er - 30 novembre : retrait du front, mouvement vers Cambrai, engagée dans la bataille de Cambrai, la division participe à la contre-attaque allemande du 30 novembre.
- 1er décembre 1917 - 7 janvier 1918 : retrait du front, repos ; occupation d'un secteur dans la région de Colligis-Crandelain le long de l'Ailette.

### 1918
- 7 janvier - 28 février : la division est dans le secteur de Laon, elle relève la 3e division de réserve à Pancy-Courtecon.
- 1er - 15 mars : retrait du front, repos et instruction dans la région de Liesse-Notre-Dame.
- 15 - 20 mars : mouvement par étapes par Marcy et Ribemont.
- 21 mars - 2 avril : engagée dans l'opération Michaël, en ligne au sud de Saint-Quentin avec pour premier objectif Benay.

23 mars : franchissement du canal de Saint-Quentin et prise de Jussy.
24 mars - 2 avril : poursuite de la progression pour atteindre Pontoise-lès-Noyon au sud-est de Noyon.
- 2 - 10 avril : retrait du front après une perte de 50 % de son effectif, repos au sud-est de Roye[n 2].
- 10 - 20 avril : occupation d'un secteur au Sud de Guiscard, la division est relevée par la 50e division d'infanterie[5].
- 20 - 30 avril : retrait du front, repos et instruction dans la région de Beaumont-en-Beine.
- 1er - 20 mai : relève de la 223e division d'infanterie dans le secteur sud d'Appilly[6].
- 20 mai - 12 juin : relevée par la 9e division de réserve bavaroise (en)[6], retrait du front ; repos dans la région de Chauny, puis dans la région de La Fère et enfin vers Pernant.
- 12 juin - 6 juillet : engagée dans la bataille du Matz, attaque en direction de la route reliant Cœuvres-et-Valsery à Vic-sur-Aisne, pas de progression et fortes pertes[n 3].
- 6 - 19 juillet : retrait du front, repos.
- 19 - 22 juillet : engagée dans la seconde bataille de la Marne, (bataille du Soissonnais) ; en ligne dans le secteur de Vauxbuin, la division est contrainte au repli devant les attaques des troupes alliées.
- 22 juillet - 14 août : retrait du front, repos dans la région de Guise, puis vers Coucy-le-Château ; la division est renforcée par l'arrivée d'hommes du 67e régiment de réserve de la 33e division de réserve dissoute[6].
- 15 août - 25 septembre : en ligne, occupation d'un secteur du front dans la région de Cuts.
- 26 septembre - 8 octobre : retrait du front, transport par V.F. de Saint-Gobain à Bohain-en-Vermandois ; puis le 28 septembre, transport par camions sur Saint-Quentin et relève de la 221e division d'infanterie au sud-ouest de la ville[6]. À partir du 30 septembre, la division est contrainte au repli vers Fontaine-Uterte devant la progression des troupes alliées.
- 9 - 16 octobre : retrait du front, repos dans la région de Maubeuge et d'Avesnes-sur-Helpe.
- 17 - 23 octobre : en seconde ligne entre Petit-Verly et Grougis, en soutien de la 81e division de réserve, placée en première ligne après la mise hors de la combat de la 81e division de réserve le 19 octobre, plus de 800 hommes sont faits prisonniers durant cette période[6].
- 24 octobre - 1er novembre : retrait du front, repos dans la région de Vervins.
- 1er - 11 novembre : en ligne, occupation d'un secteur vers Puisieux-et-Clanlieu, puis repli défensif sur Marly-Gomont, Romery et Sommeron[6]. Après la fin de la guerre, la division est transférée en Allemagne où elle est dissoute au cours de l'année 1919.

## Chefs de corps
| grade           | Nom                               | Date                                |
| --------------- | --------------------------------- | ----------------------------------- |
| Generalleutnant | Konrad von Bartenwerffer          | 1er avril 1890 - 13 février 1893    |
| Generalleutnant | Maximilian von Buch (de)          | 14 avril 1893 - 9 septembre 1897    |
| Generalleutnant | Bernhard von Morsbach (de)        | 10 septembre 1897 - 17 octobre 1900 |
| Generalleutnant | Heinrich XIX. Prinz von Reuss     | 18 octobre 1900 - 1er mars 1903     |
| Generalleutnant | Karl von Hochwächter              | 2 mars 1903 - 30 avril 1904         |
| Generalleutnant | Wilhelm von Uslar (de)            | 1er mai 1904 - 3 avril 1907         |
| Generalleutnant | Kurt von Uechtritz und Steinkirch | 4 avril 1907 - 5 mars 1909          |
| Generalmajor    | Adolf Franke (de)                 | 6 mars 1909                         |
| Generalleutnant | Adolf Franke                      | 20 avril 1909 - 7 février 1912      |
| Generalleutnant | Theodor Claassen (de)             | 8 février 1912 - 5 janvier 1914     |
| Generalleutnant | Walter von Heinemann (de)         | 6 janvier 1914 - 24 avril 1916      |
| Generalmajor    | Fritz von Unger                   | 25 avril - 5 août 1916              |
| Generalmajor    | Hugo Schmiedecke                  | 6 août - 13 octobre 1916            |
| Generalmajor    | Theodor Teetzmann                 | 14 octobre 1916 - février 1919      |

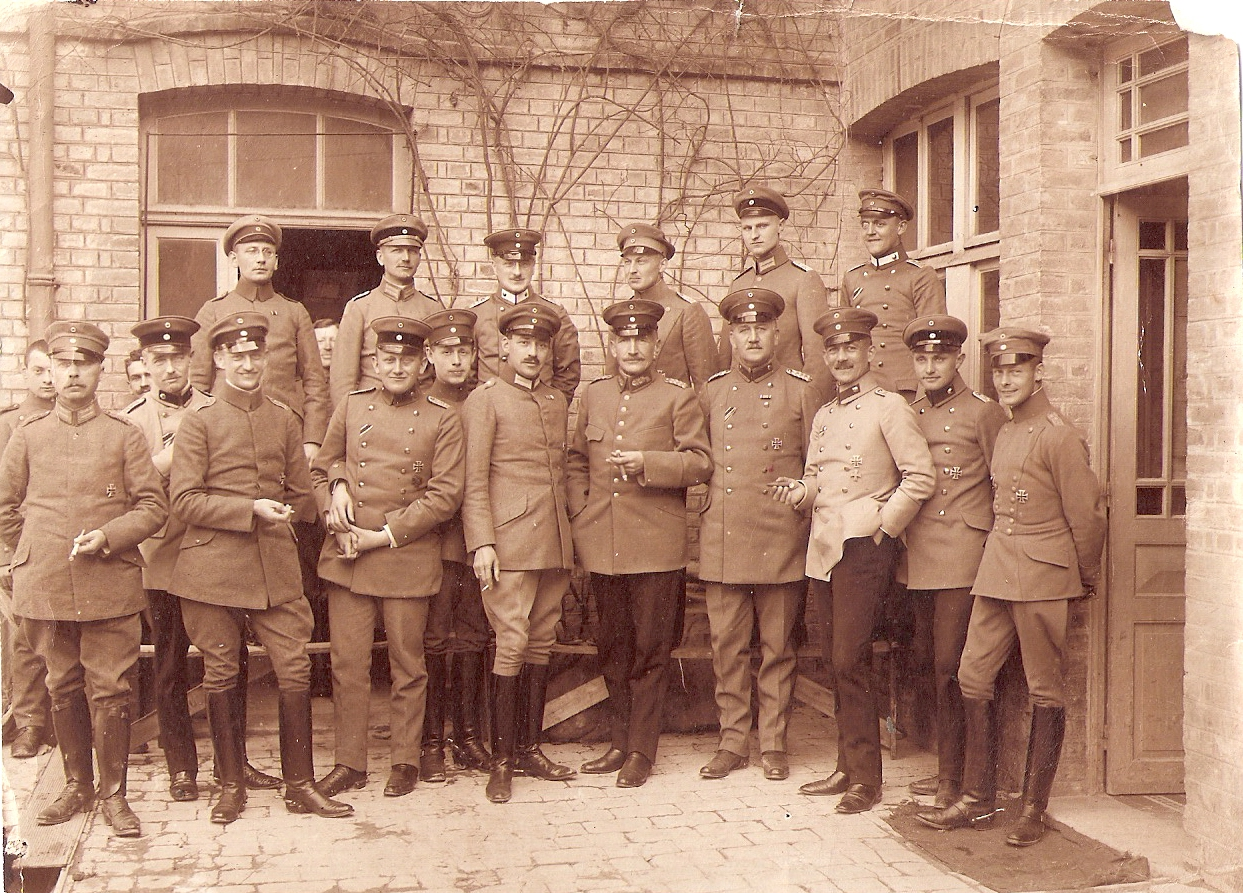

L'état major de la 34e division d'infanterie prussienne au printemps de 1917
Rangée en haut (de gauche) : sous-lieutenant (officier de réserve) Schmidt (12e régiment de chasseurs à cheval) - capitaine Neumann (commandant du génie 13) - lieutenant Windeck, 1er officier d'ordonnance (30e régiment d'infanterie) - lieutenant Herrman, aide de camp du 30e régiment d'infanterie (14e régiment d'uhlans (de)) - sous-lieutenant Kaune, aide de camp du commandant du génie divisionnaire (16e bataillon du génie) - lieutenant Pasquay, commande à l'état-major (145e régiment d'infanterie)
Rangée en bas (de gauche) : Médecin principal Dr Weber (Docteur en chef de division) - capitaine von Niebecker, commandant en chef du génie (29e bataillon du génie) - capitaine Roese, (164e régiment d'infanterie) - capitaine Jahnsen, aide de camp au commandant en chef d'artillerie (70e régiment d'artillerie de campagne) - lieutenant (officier de réserve) Kirchholtes, chef du quartier d'état major (14e régiment d'uhlans (de)) - capitaine von Berghes, chef d'état major de la division - le commandant en chef, général de division Teetzmann (centre avec cigare) - à sa droite le commandant d'artillerie de la 34e division, le général divisionnaire d'artillerie Zunker - Capitaine Berger, chef en second d'état major de la division (167e régiment d'infanterie) - sous-lieutenant Saßmann (officier de réserve) aide de camp au commandant en chef d'artillerie (69e régiment d'artillerie de campagne) - lieutenant Volger, officier d'ordonnance en second (14e régiment d'uhlans (de))